# 川口桜
川口 桜（かわぐち さくら、6月7日 - ）は、日本の女性声優。福岡県出身。青二プロダクション所属。

## 略歴
2017年10月28日、『国際声優コンテスト「声優魂」 第4回 九州大会』が開催され、特別賞『ボイスタ賞』を受賞。
青二塾を経て2019年4月より青二プロダクションにジュニア所属。その後、『ゲゲゲの鬼太郎（第6作）』でデビュー。

## 人物
趣味には野球観戦と絵画をそれぞれ挙げている。方言は博多弁。

## 出演
太字はメインキャラクター。

### テレビアニメ
2019年
- ゲゲゲの鬼太郎（第6作）（2019年 - 2020年、女子中学生、辰川蓮󠄁、小助、幼いこうもり猫、沙羅役者 他）

2020年
- ONE PIECE（2020年 - 2025年、女性たち、町娘、女性、少女、ヒップ 他）
- デジモンアドベンチャー:（2020年 - 2021年、女の子、女性、ララモン、ガワッパモン、ポームモン）
- かぐや様は告らせたい?〜天才たちの恋愛頭脳戦〜（女生徒たち）
- フルーツバスケット（女子生徒）
- トニカクカワイイ（保育士）
- アイドリッシュセブン Second BEAT!（観客A）

2021年
- SK∞ エスケーエイト（ギャラリー）
- ゆるキャン△ SEASON2（女性）
- ワールドトリガー（橘高羽矢）
- ゾンビランドサガ リベンジ（子供C）
- D_CIDE TRAUMEREI THE ANIMATION（友達）
- SELECTION PROJECT（当麻達郎、番野早桜〈AD B〉）
- デジモンゴーストゲーム（2021年 - 2023年、事務員、事務女性、新島、女子大生、コカブテリモン 他）
- ちびまる子ちゃん（6年2組 生徒A）

2022年
- ラブオールプレー（女子部員1）

2023年
- それいけ!アンパンマン（ウサギの男の子）
- 天国大魔境（3期生）
- 山田くんとLv999の恋をする（女子生徒）
- 逃走中 グレートミッション（2023年 - 2025年、リリィ ボーン、男の子、子供、アナウンス、ウェイトレス）
- カミエラビ

2024年
- 僕の心のヤバイやつ（バスケ部女子A）
- 姫様“拷問”の時間です（シロにゃん）
- JOCHUM（まめちぃ、ナレーション）
- シンカリオン チェンジ ザ ワールド（漁リオ）
- アオのハコ（部員）
- 株式会社マジルミエ（ミヤコ堂の受付嬢、広報、場内アナウンス）
- アサティール2 未来の昔ばなし（五女、ターリクの娘）

2025年
- 薬屋のひとりごと（静妃の侍女）
- 紫雲寺家の子供たち（女子生徒B）
- 帝乃三姉妹は案外、チョロい。（俳優）

### 劇場アニメ
- 劇場版ポケットモンスター ココ（2020年）
- 劇場版マクロスΔ 絶対LIVE!!!!!!（2021年）
- 劇場短編マクロスF 〜時の迷宮〜（2021年）
- ドラゴンボール超 スーパーヒーロー（2022年、園児）
- すずめの戸締まり（2022年）
- 鬼太郎誕生 ゲゲゲの謎（2023年）

### Webアニメ
- 雪ほどきし二藍（2022年、子供たち）
- 悪魔くん（2023年、アナウンサー）

### ゲーム
- SHOW BY ROCK!! Fes A Live（2020年）[18]
- けものフレンズ3（2021年、ヤンバルクイナ[19]）
- ドラゴンボールZ カカロット（2023年）

### ドラマCD
- キスから始まるものがたり2（かよ）

### ラジオドラマ
- 青山二丁目劇場
  - 六畳間ラブストーリー（彼女）
  - 仮面の日（智子[20]）

### ボイスオーバー
- 月曜から夜ふかし（日本テレビ）
- 直撃!シンソウ坂上（フジテレビ）
- キスマイ超BUSAIKU!?（フジテレビ）

### 朗読劇
- 朗読劇『タチヨミ-最終巻-』（2025年[21]）

### その他コンテンツ
- PV『ミミクリー・ガールズ』（2022年、ジブリール[22]）
- ボイスコミック『少女マンガのヒーローになりたいのにヒロイン扱いされる俺。』（2023年、星川結愛）